# Liste des cours d'eau de Loir-et-Cher
Pour un article plus général, voir Réseau hydrographique de Loir-et-Cher.

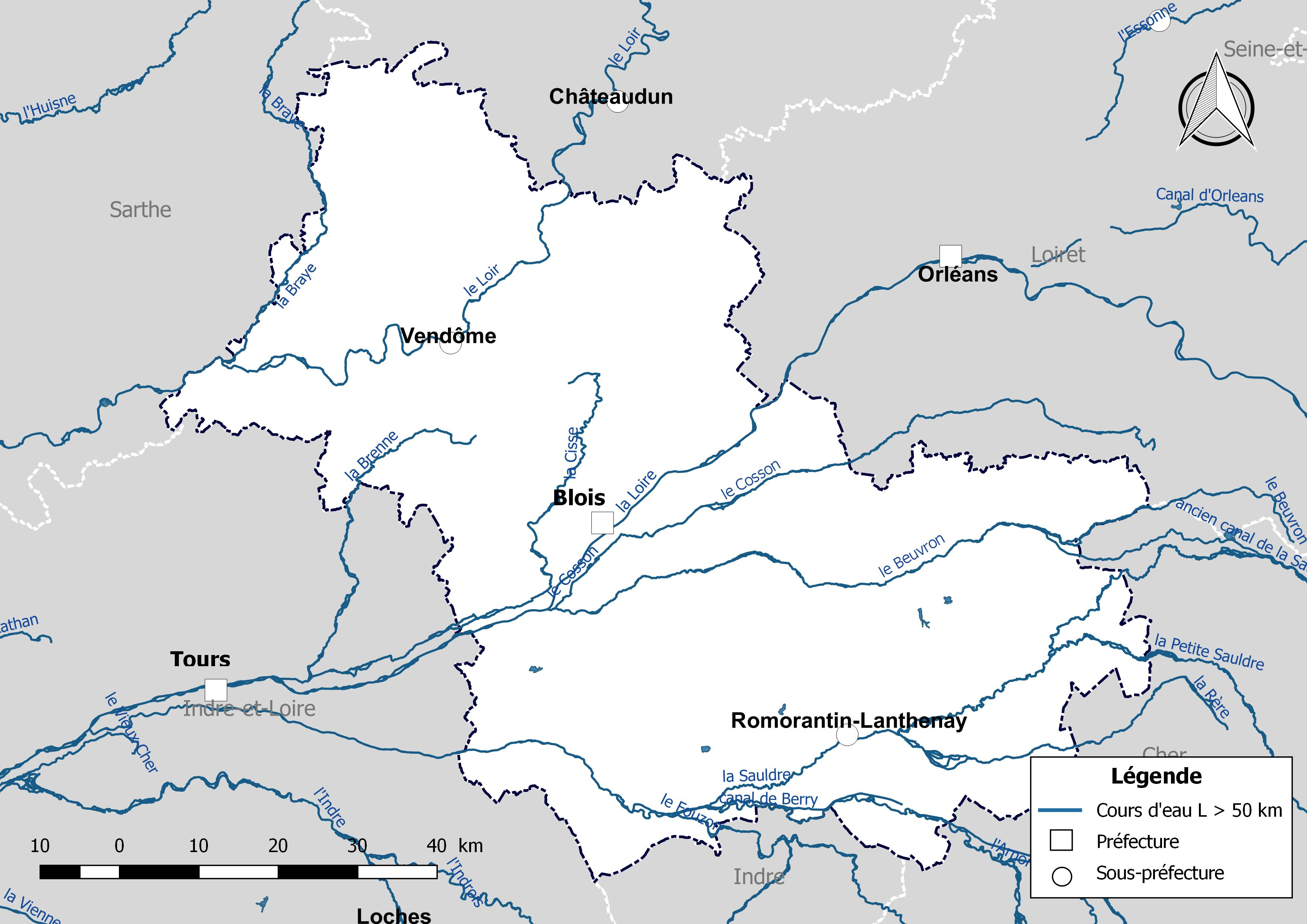
Carte des cours d'eau de longueur supérieure à 50 km de Loir-et-Cher.

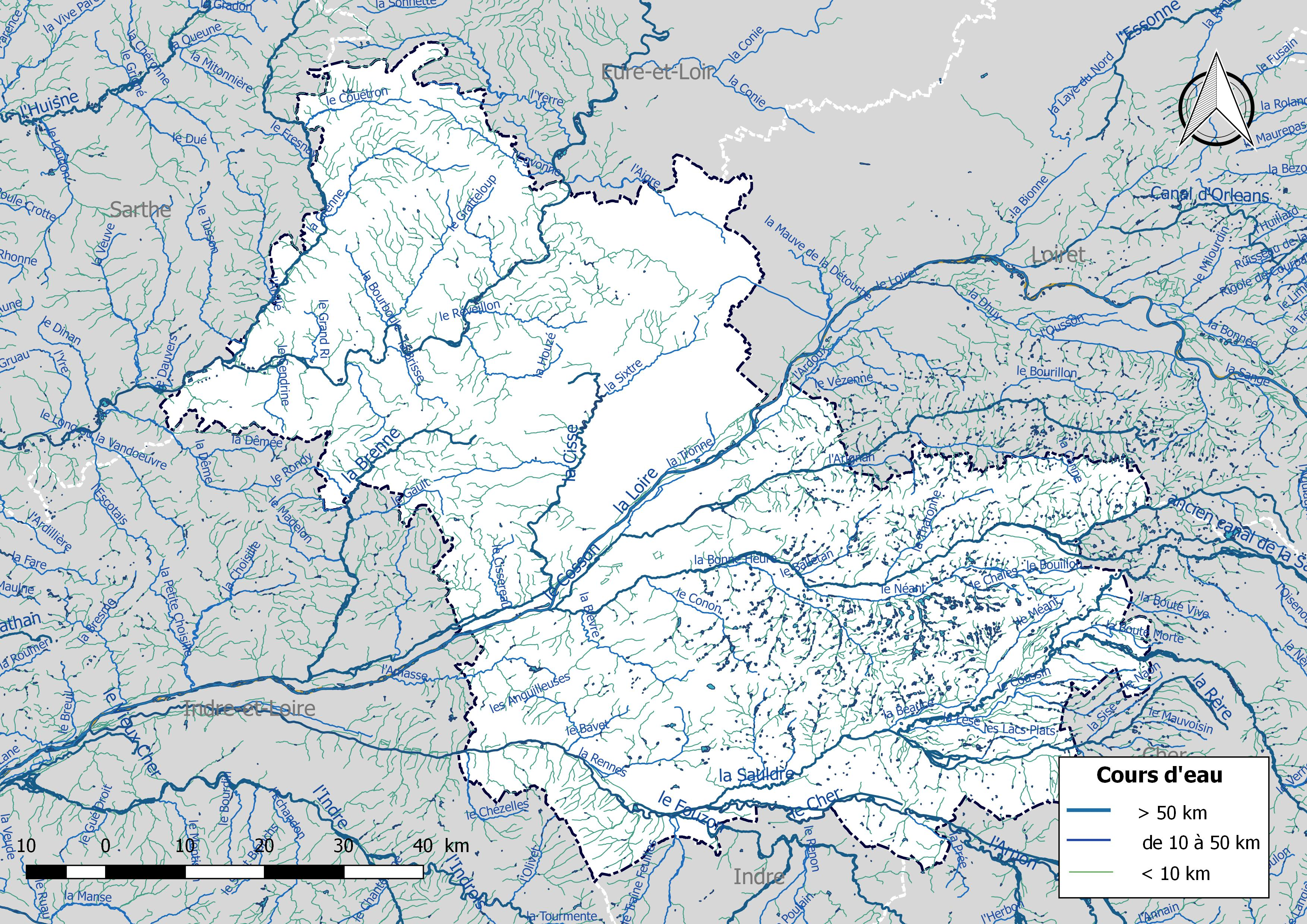
Carte de l'ensemble du réseau hydrographique de Loir-et-Cher.

La liste des cours d'eau de Loir-et-Cher présente les principaux cours d'eau traversant pour tout ou partie le territoire du département français de Loir-et-Cher dans la région Centre-Val de Loire.
Les cours d'eau sont ordonnés selon leur origine naturelle (fleuve, rivières ou ruisseaux) ou artificielle (canaux). Pour chacun d'entre eux est précisé : sa classe, le cours d'eau dans lequel il se jette (confluence), le bassin collecteur auquel ils appartiennent, le nombre de départements et de communes traversées et le nom des communes qu'ils irriguent dans le département de Loir-et-Cher.

## Définition
Jusqu'en 2016, aucun texte législatif ne définissait la notion de cours d’eau. Ce n'est qu'avec la loi du 8 août 2016 pour la reconquête de la biodiversité, de la nature et des paysages que cette lacune est comblée. L'article 118 de cette loi insère un nouvel article L. 215-7-1 dans le code de l'environnement précisant que « constitue un cours d'eau un écoulement d'eaux courantes dans un lit naturel à l'origine, alimenté par une source et présentant un débit suffisant la majeure partie de l'année. L'écoulement peut ne pas être permanent compte tenu des conditions hydrologiques et géologiques locales. ». Ainsi les trois critères cumulatifs caractérisant un cours d'eau sont :
- la présence et la permanence d’un lit naturel à l’origine, ce qui distingue les cours d’eau (artificialisés ou non) des fossés et canaux creusés par la main de l’homme ;
- l’alimentation par une source ;
- la permanence d’un débit suffisant une majeure partie de l’année, critère qui doit être évalué en fonction des conditions climatiques et hydrologiques locales.

## Cours d'eau naturels
La base de données Carthage est le référentiel du réseau hydrographique français. Cette base est réalisée à partir de la couche hydrographie de la base de données Carto enrichie par le ministère chargé de l'environnement et les agences de l'eau avec le découpage du territoire en zones hydrographiques d'une part et la codification de ces zones et du réseau hydrographique d'autre part. De cette base, il ressort que le réseau hydrographique de Loir-et-Cher comprend 62 cours d'eau permanents de longueur supérieure à 10 km et dont le cours est en partie ou en totalité dans le département de Loir-et-Cher.
Le référentiel national hiérarchise le réseau en sept classes selon l'importance décroissante des cours d'eau. Le tableau ci-après regroupe tous les cours d'eau irriguant pour tout ou partie du département et appartenant à l'une des classes 1 à 4 et de longueur supérieure à 10 km.
| Nom du cours d'eau    | Longueur totale (en km) | Confluence              | Bassin collecteur | Source                      | Point de confluence         | Départements irrigués                             | Communes irriguées | Communes irriguées | Communes irriguées |
| Nom du cours d'eau    | Longueur totale (en km) | Confluence              | Bassin collecteur | Source                      | Point de confluence         | Départements irrigués                             | Nb total           | Nb ds le dép.      | Communes du département |
| --------------------- | ----------------------- | ----------------------- | ----------------- | --------------------------- | --------------------------- | ------------------------------------------------- | ------------------ | ------------------ | --- |
| Aigre                 | 30,8                    | le Loir                 | la Loire          | 47° 54′ 46″ N, 1° 31′ 23″ E | 47° 58′ 32″ N, 1° 15′ 22″ E | 2 (28, 41)                                        | 5                  | 1                  | Beauce la Romaine. |
| Amasse                | 29,2                    | la Loire                | la Loire          | 47° 24′ 43″ N, 1° 15′ 06″ E | 47° 24′ 49″ N, 0° 58′ 43″ E | 2 (37, 41)                                        | 7                  | 4                  | Chaumont-sur-Loire, Pontlevoy, Sambin, Vallières-les-Grandes. |
| Ardoux                | 41,7                    | la Loire                | la Loire          | 47° 45′ 01″ N, 1° 55′ 43″ E | 47° 42′ 16″ N, 1° 34′ 50″ E | 2 (41, 45)                                        | 8                  | 1                  | Saint-Laurent-Nouan. |
| Arignan               | 14,8                    | le Cosson               | la Loire          | 47° 37′ 54″ N, 1° 50′ 38″ E | 47° 39′ 53″ N, 1° 43′ 29″ E | 2 (41, 45)                                        | 3                  | 2                  | La Ferté-Saint-Cyr, Yvoy-le-Marron. |
| Arrou                 | env. 3                  | la Loire                | la Loire          |                             |                             | 1 (41)                                            | 1                  | 1                  | Blois. |
| Baignon               | 26,3                    | le Loir                 | la Loire          |                             |                             | 1 (41)                                            |                    |                    | |
| Balletan              | 15,5                    | le Beuvron              | la Loire          | 47° 37′ 09″ N, 1° 47′ 34″ E | 47° 32′ 21″ N, 1° 39′ 33″ E | 1 (41)                                            | 3                  | 3                  | La Marolle-en-Sologne, Montrieux-en-Sologne, Villeny. |
| Bavet                 | 11,4                    | le Cher                 | la Loire          | 47° 23′ 11″ N, 1° 22′ 34″ E | 47° 20′ 06″ N, 1° 16′ 19″ E | 1 (41)                                            | 5                  | 5                  | Choussy, Couddes, Monthou-sur-Cher, Oisly, Pouillé. |
| Beauce                | 12,4                    | la Sauldre              | la Loire          | 47° 23′ 47″ N, 1° 56′ 17″ E | 47° 21′ 46″ N, 1° 48′ 07″ E | 1 (41)                                            | 4                  | 4                  | La Ferté-Imbault, Loreux, Selles-Saint-Denis, Villeherviers. |
| Beuvron               | 115,2                   | la Loire                | la Loire          | 47° 34′ 57″ N, 2° 29′ 04″ E | 47° 29′ 40″ N, 1° 14′ 21″ E | 3 (18, 41, 45)                                    | 30                 | 26                 | Bauzy, Bracieux, Candé-sur-Beuvron, Cellettes, Chaon, Chaumont-sur-Tharonne, Chitenay, Valloire-sur-Cisse, Cour-Cheverny, La Ferté-Beauharnais, Lamotte-Beuvron, Monthou-sur-Bièvre, Les Montils, Mont-près-Chambord, Montrieux-en-Sologne, Neung-sur-Beuvron, Neuvy, Nouan-le-Fuzelier, Ouchamps, Pierrefitte-sur-Sauldre, Saint-Viâtre, Seur, Tour-en-Sologne, Valaire, Vernou-en-Sologne, .                                                  |
| Bièvre                | 23,6                    | le Beuvron              | la Loire          | 47° 25′ 44″ N, 1° 29′ 07″ E | 47° 29′ 36″ N, 1° 17′ 38″ E | 1 (41)                                            | 7                  | 7                  | Contres, Feings, Fougères-sur-Bièvre, Fresnes, Monthou-sur-Bièvre, Les Montils, Ouchamps. |
| Bonne Heure           | 29,6                    | le Beuvron              | la Loire          | 47° 25′ 32″ N, 1° 46′ 21″ E | 47° 32′ 50″ N, 1° 31′ 14″ E | 1 (41)                                            | 6                  | 6                  | Bauzy, Bracieux, Millançay, Neuvy, Tour-en-Sologne, Vernou-en-Sologne. |
| Bouillon              | 10,9                    | le Néant                | la Loire          | 47° 33′ 05″ N, 2° 08′ 54″ E | 47° 32′ 31″ N, 2° 01′ 21″ E | 2 (18, 41)                                        | 3                  | 2                  | Nouan-le-Fuzelier, Pierrefitte-sur-Sauldre. |
| Boulon                | 23,6                    | le Loir                 | la Loire          | 47° 57′ 58″ N, 1° 03′ 21″ E | 47° 48′ 33″ N, 0° 57′ 34″ E | 1 (41)                                            | 6                  | 6                  | Azé, Chauvigny-du-Perche, Danzé, Mazangé, Romilly, La Ville-aux-Clercs. |
| Bourboule             | 13,7                    | le Boulon               | la Loire          | 47° 54′ 03″ N, 0° 53′ 12″ E | 47° 48′ 39″ N, 0° 57′ 31″ E | 1 (41)                                            | 5                  | 5                  | Épuisay, Fortan, Mazangé, Sargé-sur-Braye, Savigny-sur-Braye. |
| Boute Morte           | 16,2                    | la Petite Sauldre       | la Loire          | 47° 28′ 00″ N, 2° 15′ 59″ E | 47° 27′ 45″ N, 2° 05′ 59″ E | 2 (18, 41)                                        | 2                  | 1                  | Souesmes. |
| Boute Vive            | 15,6                    | la Sauldre              | la Loire          | 47° 29′ 45″ N, 2° 20′ 42″ E | 47° 31′ 09″ N, 2° 09′ 45″ E | 2 (18, 41)                                        | 3                  | 1                  | Pierrefitte-sur-Sauldre. |
| Braye                 | 75,1                    | le Loir                 | la Loire          | 48° 12′ 52″ N, 0° 49′ 13″ E | 47° 45′ 57″ N, 0° 41′ 00″ E | 4 (28, 41, 61, 72)                                | 24                 | 8                  | Baillou, Bonneveau, Cellé, Couture-sur-Loir, Sargé-sur-Braye, Savigny-sur-Braye, Souday, Sougé. |
| Brenne                | 54,2                    | la Cisse                | la Loire          | 47° 41′ 19″ N, 1° 06′ 40″ E | 47° 24′ 26″ N, 0° 50′ 36″ E | 2 (37, 41)                                        | 15                 | 6                  | Authon, Lancé, Pray, Saint-Amand-Longpré, Saint-Gourgon, Villechauve. |
| Brisse                | 14                      | le Loir                 | la Loire          | 47° 43′ 12″ N, 1° 03′ 31″ E | 47° 47′ 09″ N, 0° 57′ 27″ E | 1 (41)                                            | 7                  | 7                  | Huisseau-en-Beauce, Lunay, Marcilly-en-Beauce, Nourray, Thoré-la-Rochette, Villerable, Villiersfaux. |
| Canne                 | 26,4                    | le Cosson               | la Loire          | 47° 38′ 52″ N, 2° 07′ 12″ E | 47° 42′ 13″ N, 1° 50′ 12″ E | 2 (41, 45)                                        | 4                  | 1                  | Vouzon. |
| Cendrine              | 11,7                    | le Loir                 | la Loire          | 47° 41′ 14″ N, 0° 47′ 19″ E | 47° 45′ 40″ N, 0° 46′ 22″ E | 1 (41)                                            | 2                  | 2                  | Les Hayes, Ternay. |
| Chalès                | 11,2                    | le Néant                | la Loire          | 47° 31′ 12″ N, 2° 02′ 01″ E | 47° 32′ 18″ N, 1° 54′ 44″ E | 1 (41)                                            | 2                  | 2                  | Nouan-le-Fuzelier, Saint-Viâtre. |
| Cher                  | 365,5                   | la Loire                | la Loire          | 45° 55′ 17″ N, 2° 28′ 25″ E | 47° 20′ 38″ N, 0° 28′ 45″ E | 7 (3, 18, 23, 36, 37, 41, 63)                     | 116                | 26                 | Angé, La Chapelle-Montmartin, Châtillon-sur-Cher, Châtres-sur-Cher, Chissay-en-Touraine, Couffy, Faverolles-sur-Cher, Gièvres, Langon-sur-Cher, Maray, Mareuil-sur-Cher, Mennetou-sur-Cher, Monthou-sur-Cher, Montrichard Val de Cher, Noyers-sur-Cher, Pouillé, Saint-Aignan, Saint-Georges-sur-Cher, Saint-Julien-de-Chédon, Saint-Julien-sur-Cher, Saint-Loup, Saint-Romain-sur-Cher, Seigy, Selles-sur-Cher, Thésée, Villefranche-sur-Cher. |
| Chézelles             | 16,8                    | le Cher                 | la Loire          | 47° 15′ 53″ N, 1° 12′ 47″ E | 47° 19′ 52″ N, 1° 06′ 22″ E | 2 (37, 41)                                        | 4                  | 1                  | Saint-Georges-sur-Cher. |
| Cisse                 | 87,7                    | la Loire                | la Loire          | 47° 45′ 02″ N, 1° 15′ 57″ E | 47° 24′ 33″ N, 0° 46′ 45″ E | 2 (37, 41)                                        | 21                 | 17                 | Averdon, Boisseau, Champigny-en-Beauce, La Chapelle-Vendômoise, Valloire-sur-Cisse, Conan, Fossé, Marolles, Maves, Valencisse, Monteaux, Veuzain-sur-Loire, Rhodon, Saint-Bohaire, Saint-Lubin-en-Vergonnois, Saint-Sulpice-de-Pommeray, . |
| Cisse landaise        | 19,8                    | la Loire                | la Loire          | 47° 38′ 11″ N, 1° 02′ 37″ E | 47° 39′ 12″ N, 1° 16′ 17″ E | 1 (41)                                            | 6                  | 6                  | La Chapelle-Vendômoise, Gombergean, Lancôme, Landes-le-Gaulois, Saint-Bohaire, Saint-Cyr-du-Gault. |
| Cissereau             | 14,3                    | la Cisse                | la Loire          | 47° 34′ 38″ N, 1° 10′ 33″ E | 47° 29′ 42″ N, 1° 10′ 13″ E | 1 (41)                                            | 3                  | 3                  | Veuzain-sur-Loire, Valencisse, Valloire-sur-Cisse. |
| Conon                 | 22,8                    | le Beuvron              | la Loire          | 47° 25′ 40″ N, 1° 35′ 23″ E | 47° 32′ 01″ N, 1° 24′ 07″ E | 1 (41)                                            | 6                  | 6                  | Cellettes, Cheverny, Cour-Cheverny, Fontaines-en-Sologne, Mur-de-Sologne, Soings-en-Sologne. |
| Cosson                | 96,4                    | le Beuvron              | la Loire          | 47° 41′ 09″ N, 2° 14′ 52″ E | 47° 29′ 42″ N, 1° 15′ 02″ E | 2 (41, 45)                                        | 18                 | 10                 | Blois, Candé-sur-Beuvron, Chailles, Chambord, Crouy-sur-Cosson, La Ferté-Saint-Cyr, Huisseau-sur-Cosson, Saint-Gervais-la-Forêt, Thoury, . |
| Couétron              | 16,9                    | la Braye                | la Loire          | 48° 03′ 54″ N, 0° 59′ 18″ E | 48° 01′ 54″ N, 0° 48′ 29″ E | 2 (41, 72)                                        | 6                  | 5                  | Arville, La Fontenelle, Oigny, Le Plessis-Dorin, Souday. |
| Coussin               | 12,5                    | le Naon                 | la Loire          | 47° 25′ 19″ N, 2° 09′ 49″ E | 47° 24′ 17″ N, 2° 01′ 16″ E | 1 (41)                                            | 2                  | 2                  | Salbris, Souesmes. |
| Croisne               | 16,4                    | la Sauldre              | la Loire          | 47° 24′ 33″ N, 1° 36′ 25″ E | 47° 17′ 54″ N, 1° 33′ 54″ E | 1 (41)                                            | 3                  | 3                  | Billy, Gy-en-Sologne, Mur-de-Sologne. |
| Egvonne               | 24,2                    | le Loir                 | la Loire          | 48° 04′ 04″ N, 1° 00′ 14″ E | 47° 59′ 33″ N, 1° 14′ 09″ E | 2 (28, 41)                                        | 7                  | 6                  | Bouffry, Droué, Fontaine-Raoul, La Fontenelle, Ruan-sur-Egvonne, Villebout. |
| Fontaine de Sasnières | 16,3                    | le Loir                 | la Loire          | 47° 40′ 46″ N, 0° 55′ 08″ E | 47° 45′ 47″ N, 0° 53′ 24″ E | 1 (41)                                            | 6                  | 6                  | Ambloy, Montoire-sur-le-Loir, Prunay-Cassereau, Saint-Rimay, Sasnières, Villavard. |
| Fouzon                | 59                      | le Cher                 | la Loire          | 47° 07′ 09″ N, 1° 56′ 29″ E | 47° 15′ 47″ N, 1° 27′ 30″ E | 3 (18, 36, 41)                                    | 16                 | 3                  | Châtillon-sur-Cher, Couffy, Meusnes. |
| Ruisseau de Gallas    | 12,7                    | l'Yerre                 | la Loire          | 48° 05′ 11″ N, 1° 01′ 01″ E | 48° 04′ 33″ N, 1° 09′ 03″ E | 2 (28, 41)                                        | 4                  | 2                  | Le Gault-du-Perche, Le Poislay. |
| Gault                 | 16,8                    | la Brenne               | la Loire          | 47° 35′ 55″ N, 1° 03′ 37″ E | 47° 35′ 22″ N, 0° 54′ 33″ E | 2 (37, 41)                                        | 4                  | 2                  | Saint-Cyr-du-Gault, Saint-Étienne-des-Guérets. |
| Glaise                | 12,4                    | la Brenne               | la Loire          | 47° 36′ 14″ N, 0° 46′ 21″ E | 47° 36′ 13″ N, 0° 53′ 57″ E | 2 (37, 41)                                        | 5                  | 1                  | Authon. |
| Grand Ri              | 10,1                    | le Loir                 | la Loire          | 47° 49′ 27″ N, 0° 49′ 07″ E | 47° 46′ 17″ N, 0° 49′ 04″ E | 1 (41)                                            | 4                  | 4                  | Cellé, Fontaine-les-Coteaux, Montoire-sur-le-Loir, Savigny-sur-Braye. |
| Grande Évière         | 18,7                    | la Mauve de la Détourbe | la Loire          | 47° 50′ 15″ N, 1° 29′ 52″ E | 47° 49′ 42″ N, 1° 41′ 47″ E | 2 (41, 45)                                        | 7                  | 3                  | Lorges, Beauce la Romaine, Villermain. |
| Gratteloup            | 17,1                    | le Loir                 | la Loire          | 47° 58′ 12″ N, 1° 07′ 52″ E | 47° 52′ 01″ N, 1° 08′ 57″ E | 1 (41)                                            | 5                  | 5                  | Busloup, Chauvigny-du-Perche, Fontaine-Raoul, Pezou, La Ville-aux-Clercs. |
| Grenne                | 28,2                    | la Braye                | la Loire          | 47° 59′ 41″ N, 1° 05′ 19″ E | 47° 55′ 16″ N, 0° 51′ 00″ E | 1 (41)                                            | 7                  | 7                  | Baillou, Boursay, La Chapelle-Vicomtesse, Choue, Cormenon, Mondoubleau, Sargé-sur-Braye. |
| Houzé                 | 20,8                    | le Loir                 | la Loire          | 47° 47′ 41″ N, 1° 14′ 36″ E | 47° 48′ 10″ N, 1° 05′ 02″ E | 1 (41)                                            | 9                  | 9                  | Areines, Oucques la Nouvelle, Coulommiers-la-Tour, Crucheray, Périgny, Oucques La Nouvelle, Saint-Ouen, Selommes, Vendôme. |
| les Anguilleuses      | 11,7                    | le Bavet                | la Loire          | 47° 23′ 15″ N, 1° 12′ 18″ E | 47° 21′ 01″ N, 1° 17′ 54″ E | 1 (41)                                            | 3                  | 3                  | Monthou-sur-Cher, Pontlevoy, Thenay. |
| les Lacs Plats        | 10                      | la Rère                 | la Loire          | 47° 21′ 28″ N, 2° 03′ 34″ E | 47° 20′ 00″ N, 1° 57′ 16″ E | 1 (41)                                            | 3                  | 3                  | La Ferté-Imbault, Salbris, Theillay. |
| Langeron              | 10                      | le Loir                 | la Loire          |                             |                             | 1 (41)                                            |                    |                    | |
| Lèse                  | 10,8                    | la Sauldre              | la Loire          | 47° 21′ 46″ N, 1° 58′ 23″ E | 47° 21′ 50″ N, 1° 50′ 39″ E | 1 (41)                                            | 3                  | 3                  | La Ferté-Imbault, Selles-Saint-Denis, Villeherviers. |
| Loir                  | 317,4                   | la Sarthe               | la Loire          | 48° 22′ 54″ N, 1° 03′ 53″ E | 47° 33′ 29″ N, 0° 31′ 38″ O | 4 (28, 41, 49, 72)                                | 97                 | 29                 | Artins, Brévainville, Couture-sur-Loir, Fréteval, Lavardin, Lignières, Lisle, Lunay, Mazangé, Meslay, Montoire-sur-le-Loir, Morée, Naveil, Pezou, Les Roches-l'Évêque, Saint-Firmin-des-Prés, Saint-Hilaire-la-Gravelle, Saint-Jacques-des-Guérets, Saint-Jean-Froidmentel, Saint-Martin-des-Bois, Saint-Ouen, Saint-Rimay, Sougé, Thoré-la-Rochette, Tréhet, Troo, Vendôme, Villavard, Villiers-sur-Loir.                                      |
| Loire                 | 1005,9                  | la Loire                | la Loire          | 44° 50′ 18″ N, 4° 13′ 33″ E | 47° 17′ 03″ N, 2° 10′ 23″ O | 12 (3, 7, 18, 37, 41, 42, 43, 44, 45, 49, 58, 71) | 335                | 20                 | Avaray, Blois, Candé-sur-Beuvron, Chailles, Chaumont-sur-Loire, La Chaussée-Saint-Victor, Valloire-sur-Cisse, Courbouzon, Cour-sur-Loire, Menars, Montlivault, Muides-sur-Loire, Rilly-sur-Loire, Saint-Claude-de-Diray, Saint-Denis-sur-Loire, Saint-Dyé-sur-Loire, Saint-Laurent-Nouan, Suèvres, Veuzain-sur-Loire, Vineuil. |
| Manne                 | 12,9                    | la Sauldre              | la Loire          | 47° 22′ 34″ N, 1° 39′ 23″ E | 47° 17′ 57″ N, 1° 34′ 56″ E | 1 (41)                                            | 4                  | 4                  | Billy, Gy-en-Sologne, Lassay-sur-Croisne, Pruniers-en-Sologne. |
| Méant                 | 19,8                    | la Sauldre              | la Loire          | 47° 30′ 55″ N, 2° 06′ 00″ E | 47° 23′ 36″ N, 1° 56′ 39″ E | 1 (41)                                            | 4                  | 4                  | La Ferté-Imbault, Nouan-le-Fuzelier, Pierrefitte-sur-Sauldre, Salbris. |
| Modon                 | 25,6                    | le Cher                 | la Loire          | 47° 03′ 55″ N, 1° 24′ 48″ E | 47° 15′ 45″ N, 1° 26′ 57″ E | 2 (36, 41)                                        | 5                  | 1                  | Couffy. |
| Montant               | 10,9                    | la Petite Sauldre       | la Loire          | 47° 26′ 10″ N, 2° 13′ 11″ E | 47° 27′ 28″ N, 2° 05′ 35″ E | 2 (18, 41)                                        | 3                  | 2                  | Salbris, Souesmes. |
| Naon                  | 33,6                    | la Sauldre              | la Loire          | 47° 26′ 01″ N, 2° 15′ 50″ E | 47° 22′ 44″ N, 1° 54′ 35″ E | 2 (18, 41)                                        | 6                  | 4                  | La Ferté-Imbault, Salbris, Selles-Saint-Denis, Souesmes. |
| Néant                 | 40,7                    | le Beuvron              | la Loire          | 47° 31′ 47″ N, 2° 07′ 05″ E | 47° 32′ 01″ N, 1° 39′ 53″ E | 1 (41)                                            | 6                  | 6                  | Montrieux-en-Sologne, Neung-sur-Beuvron, Nouan-le-Fuzelier, Pierrefitte-sur-Sauldre, Saint-Viâtre, Vernou-en-Sologne. |
| Noue                  | 12,4                    | la Cosson               | la Loire          | 47° 38′ 55″ N, 1° 27′ 43″ E | 47° 34′ 51″ N, 1° 21′ 34″ E | 1 (41)                                            | 3                  | 3                  | Montlivault, Saint-Claude-de-Diray, . |
| Petite Sauldre        | 63,3                    | la Sauldre              | la Loire          | 47° 14′ 10″ N, 2° 33′ 00″ E | 47° 27′ 03″ N, 2° 04′ 53″ E | 2 (18, 41)                                        | 10                 | 2                  | Salbris, Souesmes. |
| Prée                  | 16,2                    | le Cher                 | la Loire          | 47° 10′ 34″ N, 1° 55′ 51″ E | 47° 16′ 10″ N, 1° 50′ 31″ E | 2 (18, 41)                                        | 5                  | 3                  | Maray, Mennetou-sur-Cher, Saint-Loup. |
| Rennes                | 21,5                    | le Cher                 | la Loire          | 47° 23′ 09″ N, 1° 27′ 15″ E | 47° 19′ 27″ N, 1° 18′ 15″ E | 1 (41)                                            | 5                  | 5                  | Chémery, Méhers, Saint-Romain-sur-Cher, Sassay, Thésée. |
| Rère                  | 53,5                    | la Sauldre              | la Loire          | 47° 22′ 11″ N, 2° 22′ 34″ E | 47° 21′ 33″ N, 1° 49′ 40″ E | 2 (18, 41)                                        | 9                  | 6                  | Châtres-sur-Cher, La Ferté-Imbault, Langon-sur-Cher, Selles-Saint-Denis, Theillay, Villeherviers. |
| Réveillon             | 20,4                    | le Loir                 | la Loire          | 47° 49′ 14″ N, 1° 17′ 35″ E | 47° 49′ 13″ N, 1° 05′ 18″ E | 1 (41)                                            | 9                  | 9                  | La Chapelle-Enchérie, Épiais, Faye, Meslay, Oucques La Nouvelle, Renay, Rocé, Saint-Firmin-des-Prés, Saint-Ouen. |
| Rondy                 | 11,4                    | la Brenne               | la Loire          | 47° 37′ 53″ N, 0° 47′ 47″ E | 47° 36′ 42″ N, 0° 54′ 13″ E | 2 (37, 41)                                        | 3                  | 1                  | Authon. |
| Sange                 | 15,6                    | la Rère                 | la Loire          | 47° 14′ 28″ N, 2° 10′ 19″ E | 47° 20′ 51″ N, 2° 07′ 08″ E | 2 (18, 41)                                        | 4                  | 1                  | Theillay. |
| Sauldre               | 183,1                   | le Cher                 | la Loire          | 47° 15′ 07″ N, 2° 40′ 38″ E | 47° 16′ 24″ N, 1° 30′ 40″ E | 2 (18, 41)                                        | 29                 | 13                 | Billy, Châtillon-sur-Cher, La Ferté-Imbault, Gièvres, Loreux, Pierrefitte-sur-Sauldre, Pruniers-en-Sologne, Romorantin-Lanthenay, Salbris, Selles-Saint-Denis, Selles-sur-Cher, Souesmes, Villeherviers. |
| Sixtre                | 19,6                    | la Cisse                | la Loire          | 47° 49′ 47″ N, 1° 28′ 29″ E | 47° 44′ 04″ N, 1° 19′ 13″ E | 1 (41)                                            | 6                  | 6                  | Briou, Conan, La Madeleine-Villefrouin, Maves, Roches, Talcy. |
| Tharonne              | 20,9                    | le Beuvron              | la Loire          | 47° 38′ 07″ N, 1° 58′ 51″ E | 47° 31′ 55″ N, 1° 48′ 13″ E | 1 (41)                                            | 3                  | 3                  | Chaumont-sur-Tharonne, Neung-sur-Beuvron, . |
| Tronne                | 12,6                    | la Loire                | la Loire          | 47° 43′ 15″ N, 1° 29′ 56″ E | 47° 39′ 01″ N, 1° 25′ 52″ E | 1 (41)                                            | 4                  | 4                  | Courbouzon, Cour-sur-Loire, Mer, Suèvres. |
| Tusson                | 32,6                    | la Braye                | la Loire          | 47° 57′ 53″ N, 0° 39′ 05″ E | 47° 47′ 07″ N, 0° 43′ 15″ E | 2 (41, 72)                                        | 9                  | 1                  | Sougé. |

## Canaux
Deux canaux traversent le territoire du département.
| Nom du cours d'eau  | Longueur totale (en km) | Confluence | Bassin collecteur | Source                      | Point de confluence         | Départements irrigués | Communes irriguées | Communes irriguées | Communes irriguées |
| Nom du cours d'eau  | Longueur totale (en km) | Confluence | Bassin collecteur | Source                      | Point de confluence         | Départements irrigués | Nb total           | Nb ds le dép.      | Communes du département |
| ------------------- | ----------------------- | ---------- | ----------------- | --------------------------- | --------------------------- | --------------------- | ------------------ | ------------------ | --- |
| Canal de la Sauldre | 46,9                    |            | la Loire          | 47° 31′ 15″ N, 2° 32′ 48″ E | 47° 35′ 52″ N, 2° 01′ 23″ E | 2 (18, 41)            | 7                  | 3                  | Lamotte-Beuvron, Nouan-le-Fuzelier, Pierrefitte-sur-Sauldre.                                                                                       |
| Canal de Berry      | 183,1                   | la Sauldre | la Loire          | 46° 54′ 24″ N, 2° 33′ 12″ E | 46° 21′ 34″ N, 2° 35′ 45″ E | 3 (3, 18, 41)         | 39                 | 9                  | Châtillon-sur-Cher, Châtres-sur-Cher, Gièvres, Langon-sur-Cher, Mennetou-sur-Cher, Noyers-sur-Cher, Seigy, Selles-sur-Cher, Villefranche-sur-Cher. |